# Прва влада Лазара Томановића
Прва влада Лазара Томановића била је на власти од 4. априла 1907. до 2. априла 1909. (по старом календару).

## Историја
Током пет година црногорски суверен Никола I је владу повјерио политичкој групацији правашима, а премијерско мјесто др Лазару Томановићу. Његова влада је реконструисана у више наврата: (4. IV 1907 - 2. IV 1909), (2. IV 1909 - 24. I 1910), (24. I 1910 - 31. III 1910), (31. III 1910 - 1. IX 1910), (1. IX 1910 - 10. VIII 1911), (10. VIII 1911 - 6. VI 1912).
Чим је владу образовао, књаз је наредио да се скупштинске сједнице одложе, што је влада својим указом објавила, са сазивом послије два мјесеца. Скупштина се уопште није састала. Влада није ни имала намеру да је сазива. Она је просто одложила скупштинске седнице да не би морала одмах распустити изборе. Тако скупштина је распуштена крајем јуна и избори заказани за 18. октобар.
Дугогодишњи предсједник црногорске владе (Лазар Томановић) био је првенствено задужен за административне послове, док је о свим политичким питањима из владиног дјелокруга одлучивао Господар.

## Чланови владе
| Функција                              | Слика     | Име и презиме          | Детаљи |
| ------------------------------------- | --------- | ---------------------- | ------ |
| Предсједник Министарског Савјета      |           | Др. Лазар Томановић    |        |
| Министар Правде                       |           | Др. Лазар Томановић    |        |
| Министар Иностраних Дјела             | заступник | Др. Лазар Томановић    |        |
| Министар Војни                        |           | Митар Мартиновић       |        |
| Министар Финансија и Грађевина        |           | Душан Вукотић          |        |
| Министар Унутрашњих Дјела             |           | Војвода Лакић Војводић |        |
| Министар Просвјете и Црквених Послова |           | Јован Пламенац         |        |